# Hämeenlinnan Pallokerho
HPK (finsky: Hämeenlinnan Pallokerho) je finský hokejový klub sídlící v Hämeenlinně. Hraje finskou nejvyšší soutěž SM-liigu.
Domovským stadionem je Hämeenlinnan jäähalli (též Ritarihalli) v Hämeenlinně. Založen byl v roce 1929 a někdy je přezdíván Rytíři hrající hokej. Rytíře maskovaného v helmě reprezentuje i logo klubu. V roce 2006 vyhrál klub poprvé finskou ligu. Klubové barvy jsou černá, oranžová a bílá.

## Češi v týmu
| Ročník                      | Hráči ČR                                                                     | Link |
| --------------------------- | ---------------------------------------------------------------------------- | ---- |
| 1993/1994                   | Tomáš Kapusta                                                                |      |
| 1994/1995                   | Josef Řezníček                                                               |      |
| 1995/1996                   | nikdo                                                                        |      |
| 1996/1997                   | nikdo                                                                        |      |
| 1997/1998                   | nikdo                                                                        |      |
| 1998/1999                   | Jaroslav Nedvěd, Roman Šimíček, Tomáš Vlasák                                 |      |
| 1999/2000                   | Petr Tenkrát, Roman Šimíček, Tomáš Vlasák                                    |      |
| 2000/2001                   | Pavel Rosa, Ondrej Steiner, Tomáš Vlasák                                     |      |
| 2001/2002                   | Zdeněk Šmíd, Vladimir Sičák, Tomáš Kucharčík, Zdeněk Nedvěd, Vladimír Vůjtek |      |
| 2002/2003                   | Jaroslav Balaštík, Vladimir Sičák, Tomáš Kucharčík                           |      |
| 2003/2004                   | Vladimir Sičák, Tomáš Kucharčík, Vladimír Vůjtek                             |      |
| 2004/2005                   | Rostislav Klesla, Vladimir Sičák                                             |      |
| 2005/2006                   | nikdo                                                                        |      |
| 2006/2007                   | David Moravec                                                                |      |
| 2007/2008                   | nikdo                                                                        |      |
| 2008/2009                   | nikdo                                                                        |      |
| 2009/2010                   | nikdo                                                                        |      |
| 2010/2011                   | nikdo                                                                        |      |
| 2011/2012                   | nikdo                                                                        |      |
| 2012/2013                   | nikdo                                                                        |      |
| 2013/2014                   | nikdo                                                                        |      |
| 2014/2015                   | nikdo                                                                        |      |
| 2015/2016                   | Dominik Hrachovina, Vojtěch Polák                                            |      |
| 2016/2017                   | nikdo                                                                        |      |
| 2017/2018                   | Tomáš Vincour                                                                |      |
| 2018/2019                   | nikdo                                                                        |      |
| 2019/2020                   | nikdo                                                                        |      |
| 2020/2021                   | nikdo                                                                        |      |
| 2021/2022                   | nikdo                                                                        |      |
| 2022/2023                   | nikdo                                                                        |      |
| 2023/2024                   | nikdo                                                                        |      |
| 2024/2025                   | nikdo                                                                        |      |
| 2025/2026                   | nikdo                                                                        |      |
| Zdroj na eliteprospects.com |                                                                              |      |

## Přehled ligové účasti
| Finsko (1983 – ) |          |                  |                                                                                   |                     |
| Sezóny           | Soutěž   | ZČ               | Play-off, nadstavba, sk. o udržení...                                             | Kapitán             |
| 1983/1984        | SM-liiga | 10. místo        | Ne                                                                                |                     |
| 1984/1985        | 2 liga   |                  |                                                                                   |                     |
| 1985/1986        | 2 liga   |                  |                                                                                   |                     |
| 1986/1987        | 2 liga   |                  |                                                                                   |                     |
| 1987/1988        | 2 liga   |                  |                                                                                   |                     |
| 1988/1989        | SM-liiga | 8. místo         | Ne                                                                                | Mika Lartama        |
| 1989/1990        | SM-liiga | 7. místo         | Ne                                                                                | Teppo Kivelä        |
| 1990/1991        | SM-liiga | 4. místo         | Semifinále prohra s TPS Turku 1 : 3                                               | Teppo Kivelä        |
| 1991/1992        | SM-liiga | 8. místo         | Ne                                                                                | Teppo Kivelä        |
| 1992/1993        | SM-liiga | 4. místo         | Finále prohra s TPS Turku 1 : 3                                                   | Janne Laukkanen     |
| 1993/1994        | SM-liiga | 9. místo         | Ne                                                                                | Janne Laukkanen     |
| 1994/1995        | SM-liiga | 9. místo         | Ne                                                                                | Risto Jalo          |
| 1995/1996        | SM-liiga | 5. místo         | Semifinále prohra s Jokerit Helsinky 1 : 3                                        | Risto Jalo          |
| 1996/1997        | SM-liiga | Bronzová medaile | Semifinále prohra s TPS Turku 2 : 3                                               | Risto Jalo          |
| 1997/1998        | SM-liiga | 10. místo        | Ne                                                                                | bez kapitána        |
| 1998/1999        | SM-liiga | 4. místo         | Semifinále prohra s HIFK Hockey 0 : 3                                             | Jarkko Savijoki     |
| 1999/2000        | SM-liiga | Stříbrná medaile | Semifinále prohra s Jokerit Helsinky 0 : 3                                        | Jarkko Savijoki     |
| 2000/2001        | SM-liiga | 11. místo        | Ne                                                                                | Kimmo Peltonen      |
| 2001/2002        | SM-liiga | Stříbrná medaile | Semifinále prohra s Jokerit Helsinky 1 : 3                                        | Kimmo Peltonen      |
| 2002/2003        | SM-liiga | Zlatá medaile    | Semifinále prohra s Tappara 2 : 3                                                 | Marko Tuulola       |
| 2003/2004        | SM-liiga | 4. místo         | o 3. místo prohra s HIFK Hockey 0 : 1                                             | Marko Tuulola       |
| 2004/2005        | SM-liiga | Bronzová medaile | Semifinále prohra s Jokerit Helsinky 0 : 3                                        | Jani Keinänen       |
| 2005/2006        | SM-liiga | Bronzová medaile | Finále výhra s Porin Ässät 3 : 1                                                  | Mikko Jokela        |
| 2006/2007        | SM-liiga | Bronzová medaile | o 3. místo prohra s Espoo Blues 0 : 1                                             | Mikko Jokela        |
| 2007/2008        | SM-liiga | 12. místo        | Ne                                                                                | Veli-Pekka Laitinen |
| 2008/2009        | SM-liiga | Bronzová medaile | Čtvrtfinále prohra s KalPa 2 : 4                                                  | Tony Virta          |
| 2009/2010        | SM-liiga | 5. místo         | Finále prohra s TPS Turku 1 : 4                                                   | Jukka Laamanen      |
| 2010/2011        | SM-liiga | 7. místo         | Předkolo prohra s Tampereen Ilves 0 : 2                                           | Marko Tuulola       |
| 2011/2012        | SM-liiga | 13. místo        | Ne                                                                                | Marko Tuulola       |
| 2012/2013        | SM-liiga | 6. místo         | Čtvrtfinále prohra s JYP Jyväskylä 1 : 4                                          | Ville Viitaluoma    |
| 2013/2014        | Liiga    | 10. místo        | Předkolo prohra s Jokerit Helsinky 0 : 2                                          | Ville Viitaluoma    |
| 2014/2015        | Liiga    | 11. místo        | Ne                                                                                | Joonas Vihko        |
| 2015/2016        | Liiga    | 13. místo        | Ne                                                                                | Riku Hahl           |
| 2016/2017        | Liiga    | 5. místo         | Čtvrtfinále prohra s JYP Jyväskylä 3 : 4                                          | Niko Kapanen        |
| 2017/2018        | Liiga    | 12. místo        | Ne                                                                                | Otto Paajanen       |
| 2018/2019        | Liiga    | 5. místo         | Finále výhra s Oulun Kärpät 4 : 3                                                 | Otto Paajanen       |
| 2019/2020        | Liiga    | 7. místo         | Ročník zrušen po odehrání základní části a nadstavby z důvodu Pandemie covidu-19. | bez kapitána        |
| 2020/2021        | Liiga    | 11. místo        | Ne                                                                                | Markus Nenonen      |
| 2021/2022        | Liiga    | 7. místo         | Předkolo prohra s Lukko Rauma 0 : 1                                               | Markus Nenonen      |
| 2022/2023        | Liiga    | 12. místo        | Ne                                                                                | Markus Nenonen      |
| 2023/2024        | Liiga    | 14. místo        | Ne                                                                                |                     |
| 2024/2025        | Liiga    | 10. místo        | Předkolo prohra s Porin Ässät 0 : 3                                               |                     |
| 2025/2026        | Liiga    |                  |                                                                                   |                     |

## Významní hráči
- Riku Hahl
- Niko Kapanen
- Antti Miettinen
- Brian Rafalski
- Hannu Toivonen

### Vyřazená čísla
Zatím byla ze soupisek škrtnuta čtyři vyřazená čísla:
- 2 – Eero Salisma
- 13 – Marko Palo
- 17 – Juha Hietanen
- 18 – Hannu Savolainen